# Bruno Boscherie
Bruno Boscherie   (Carpentràs, 22 de febrer de 1951) és un tirador d'esgrima francès, ja retirat, especialista en floret, que va competir durant la dècada de 1970.
El 1980 va prendre part en els Jocs Olímpics d'Estiu de Moscou, on guanyà la medalla d'or en la prova del floret per equips del programa d'esgrima.
En el seu palmarès també destaquen quatre medalles al Campionat del món d'esgrima, dues d'or, una de plata i una de bronze, entre les edicions de 1971 i 1978, així com una medalla de bronze als Jocs del Mediterrani de 1979.